# Bybit
Bybit es un intercambio de criptomonedas, establecido en marzo de 2018. Bybit tiene su oficina central en Dubái, Emiratos Árabes Unidos. En octubre de 2021, el número total de usuarios registrados en todo el mundo superó los 10 millones.

## Historia
En marzo de 2018, Ben Zhou fundó Bybit. Bybit comenzó como una plataforma de derivados de criptomonedas que ofrecía a estos usuarios contratos perpetuos en múltiples pares de criptomonedas. Las operaciones cubren todo el mundo, excepto Estados Unidos, China continental, Singapur, Quebec (Canadá) y algunas otras jurisdicciones. Hoy en día, la plataforma Bybit ofrece comercio de criptomonedas, productos de ingresos pasivos, un mercado NFT, una plataforma de emisión de tokens y servicios para instituciones.
En noviembre de 2019, Bybit organizó BTC Brawl, una competencia comercio de Bitcoin.
Desde 2020, Bybit organiza todos los años el World Trading Tournament (WSOT). En noviembre de 2020, el equipo de fútbol alemán Borussia Dortmund firmó un acuerdo de cooperación con Bybit. En 2022, Bybit firmó un acuerdo de colaboración con Red Bull Racing, la escudería más famosa de Fórmula 1.
En mayo de 2021, Bybit ha lazando ByFi Center (ahora rebautizado como Bybit Earn) para que los usuarios de criptomonedas accedan a los productos DeFi o participen en ellos.
Bybit comenzará a comercio al contado el 15 de julio de 2021. En agosto de 2021, Bybit firmó acuerdos de deportes electrónicos con las organizaciones de deportes electrónicos NAVI, Virtus.pro, Astralis y Alliance. En septiembre, Bybit cooperó con BitDAO (BIT) para lanzar la plataforma Bybit Launchpad. El proyecto está dirigido a usuarios de Bybit que han seguido los procedimientos KYC (Know Your Customer) para garantizar el cumplimiento de los requisitos normativos locales.
En julio de 2021, Bybit se asoció con el proveedor de verificación de identidad Sumsub para ampliar sus capacidades de verificación de identidad.

### Hackeo de 2025
El 21 de febrero de 2025, la plataforma de intercambio de criptomonedas Bybit anunció haber sido víctima de un ciberataque de gran escala. El valor de los activos sustraídos, aproximadamente 400.000 unidades de Ethereum, fue estimado en 1.500 millones de dólares estadounidenses, lo que lo convertiría en el mayor robo registrado en la historia de los intercambios de criptomonedas.
Empresas especializadas en análisis de blockchain, como Arkham Intelligence y Elliptic, rastrearon los movimientos de los fondos robados y señalaron como presunto responsable al Lazarus Group, una organización de cibercrimen considerada una amenaza persistente avanzada, con vínculos atribuidos al régimen de Corea del Norte.